# Ghiacciaio Seaton
Il ghiacciaio Seaton è un ghiacciaio lungo circa 27 km, situato sulla costa di Kemp (o Terra di Kemp), nella parte orientale Terra di Enderby, in Antartide. Il ghiacciaio si trova poco a nord del ghiacciaio Wilson e fluisce in direzione sud-est, scorrendo lungo il versante meridionale del nunatak Hausen, fino ad alimentare la piattaforma di ghiaccio Edoardo VIII, nella parte meridionale della baia di Edoardo VIII, prima di raggiungere la quale il suo flusso viene arricchito da quello del ghiacciaio Rippon.

## Storia
Il ghiacciaio Seaton è stato delineato da cartografi norvegesi grazie a fotografie aeree scattate durante la Spedizione Lars Christensen, 1936-37, e poi mappato più dettagliatamente durante una delle spedizioni di ricerca antartica australiane (ANARE) svoltasi nel 1956 ed è stato così battezzato nel 1958 dal Comitato australiano per i toponimi e le medaglie antartici in onore del tenente John Seaton, della Royal Australian Air Force, che ha operato come pilota presso la Stazione Mawson nel 1956.